# Leucorrhinia patricia
Leucorrhinia patricia är en trollsländeart som beskrevs av Walker 1940. Leucorrhinia patricia ingår i släktet kärrtrollsländor, och familjen segeltrollsländor. Inga underarter finns listade i Catalogue of Life.
Arten förekommer glest fördelad i Kanadas tempererade zon samt fram till Alaska och Maine i USA. Habitatet utgörs av myr och andra träskmarker, ofta med ett skikt mossa på vattenytan. Den undviker områden där växtligheten domineras av halvgräs.
Leucorrhinia patricia hittas främst i områden längre bort från människans samhällen. För beståndet är inga hot kända. IUCN listar arten som livskraftig (LC).